# Lovászmester
A lovászmester (agazo; agasonum regalium magister) a középkorban a király méneseit fenntartó lovászok felügyelője, országos főméltóság volt.
A központi ménes Magyarországon a Csepel-szigeten volt, de voltak ménesek a királyi udvarházak környékén is. Lovakra a hadseregnek, a királyi hírvivőknek és szállítóknak is szükségük volt, s nem utolsósorban az udvarnak magának is. A hadiutak mentén minden megyehatáron voltak lóállások, hogy a hírvivők és az udvar váltott lovakkal közlekedhessenek.
Francia megfelelője a connétable.

## Lovászmesterek

### Árpád-kor
| Név                     | Lovászmesterség ideje | Lovászmestersége alatti uralkodó | Megjegyzés         |
| ----------------------- | --------------------- | -------------------------------- | ------------------ |
| Bána nembeli Mihály     | 1225; 1231–35         | II. András                       | Bána nemzetség     |
| Türje nembeli Dénes     | 1235–41               | IV. Béla                         | Türje nemzetség    |
| Vilmos                  | 1241–42               | IV. Béla                         | Saint-Omer         |
| Gutkeled nembeli István | 1242–45               | IV. Béla                         | Gutkeled nemzetség |
| Hahót nembeli Csák      | 1245–48               | IV. Béla                         | Hahót nemzetség    |
| Ákos nembeli Ernye      | 1248–51               | IV. Béla                         | Ákos nemzetség     |
| ifj. Majs               | 1251–56               | IV. Béla                         |                    |
| Lőrinc                  | 1257–60               | IV. Béla                         | Kemény fia         |
| Héder nembeli Herrand   | 1260–70               | IV. Béla                         | Héder nemzetség    |

### Anjou-kor
| Név               | Lovászmesterség ideje          | Lovászmestersége alatti uralkodó | Megjegyzés                             |
| ----------------- | ------------------------------ | -------------------------------- | -------------------------------------- |
| Fónyi Balázs      | 1323 – 1326                    | I. Károly                        |                                        |
| Lackfi István     | 1326 – 1343                    | I. Károly, I. Lajos              | Lackfi család, I. István               |
| ifj. Lackfi Dénes | 1343 – 1359                    | I. Károly, I. Lajos              | Lackfi család                          |
| Lackfi Imre       | 1359 – 1367                    | I. Lajos                         | Lackfi család                          |
| Lackfi István     | 1368 – 1387 (megszakításokkal) | I. Lajos                         | Lackfi család simontornyai III. István |
| Lackfi István     | 1387 – 1395                    |                                  | Lackfi család csáktornyai II. István   |

### Vegyesházi királyok kora
| Név            | Lovászmesterség ideje | Lovászmestersége alatti uralkodó | Megjegyzés |
| -------------- | --------------------- | -------------------------------- | ---------- |
| Perényi Miklós | 1420-ig               | Zsigmond                         | Pál fia    |
| Perényi Miklós | 1420-28               | Zsigmond                         | Miklós fia |

## Királyi főlovászmesterek
1526 után - az önálló magyar királyi udvar megszűnésével - a funkció elveszítette trtalmát. A cím azonban megmaradt és arra szolgált, hogy az uralkodó velük jutalmazza az arra érdemesnek talált híveit. Fenntartása nagyobb költségbe nem került, így hosszabb üresedésekre sem került sor.
| Név                                             | Lovászmesterség ideje                         | Lovászmestersége alatti uralkodó                | Megjegyzés          |
| ----------------------------------------------- | --------------------------------------------- | ----------------------------------------------- | ------------------- |
| Báthory György, ecsedi                          | 1505. október 10. - 1524.                     | I. Ulászló magyar király                        | Elhunyt             |
| Dubraviczky Márk, dubraviczai                   | 1524-1527                                     | II. Ulászló magyar király                       | Elhunyt             |
| Erdődy Péter, monyorókeréki és monoszlói, gróf  | 1535. október 21. - 1545                      | I. Ferdinánd magyar király                      |                     |
| Nyáry Ferenc, bedeghi, báró                     | 1545. december 6. - 1553                      | I. Ferdinánd magyar király                      | Elhunyt             |
| Tahy Ferenc                                     | 1553. március 10. - 1573                      | I. Ferdinánd magyar király, Miksa magyar király |                     |
| Bánffy László, losonczi, báró                   | 1574 - 1584                                   |                                                 | Elhunyt             |
| Nádasdy Ferenc, nádasdi és fogarasföldi, báró   | 1587. április 23. - 1604. február 2.          |                                                 | Elhunyt             |
| üresedés                                        | 1604-1606                                     | Rudolf magyar király                            |                     |
| Kollonich Szigfrid                              | 1606. december 2. - 1608.                     | Rudolf magyar király                            |                     |
| Batthyány Ferenc, németújvári, gróf             | 1608. december 1. - 1607. szeptember 7. előtt |                                                 | Elhunyt             |
| Zrínyi György                                   | 1625. szeptember 23. - 1627                   |                                                 | Elhunyt             |
| Zrínyi Miklós                                   | 1628. április 12. - 1664. november 18.        |                                                 | Elhunyt             |
| Zrínyi Ádám                                     | 1666. január 16. - 1691. augusztus 19.        |                                                 | Elhunyt             |
| Erdődy György, monyorókeréki és monoszlói, gróf | 1691. október 31. - 1693. április 7.          |                                                 | Utána: tárnokmester |
| Kéry Ferenc                                     | 1693. április 7. - 1700. július 12.           |                                                 |                     |